# Roberto Perfumo
Roberto Alfredo Perfumo (Sarandí, 1942. október 3. – Buenos Aires, 2016. március 10.) válogatott argentin labdarúgó, hátvéd, edző.

## Pályafutása

### Klubcsapatban
1960-ban a River Plate korosztályos csapatában játszott. 1962-ben mutatkozott be a Racing Club csapatában az élvonalban, ahol 1970-ig szerepelt. Tagja volt az 1966-os bajnokcsapatnak, majd a következő idényben Libertadores kupa- és Interkontinentális kupagyőztes csapatnak. 1971 és 1974 között a brazil Cruzeiro játékosa volt. 1975-ben hazatért Argentínába és a River Plate labdarúgója lett, ahol 1978-ban fejezte be az aktív labdarúgást.

### A válogatottban
Részt vett a válogatottal az 1964-es tokiói olimpián. 1964 és 1974 között 37 alkalommal szerepelt az argentin válogatottban. Részt vett az 1966-os angliai és az 1974-es NSZK-beli világbajnokságon.

### Edzőként
1981-ben a Sarmiento Junín edzője volt. 1982-ben az uruguayi Sud América vezetőedzője volt. Majd 1991-ben korábbi klubja a Racing Club szakmai munkáját irányította. 1992-ben a paraguayi Club Olimpia csapatánál tevékenykedett. 1993-94-ben a Gimnasia y Esgrima együttesénél volt edző.

## Sikerei, díjai
Racing Club
- Argentin bajnokság
  - bajnok: 1966
- Copa Libertadores
  - győztes: 1967
- Interkontinentális kupa
  - győztes: 1967

 Cruzeiro
- Campeonato Mineiro
  - bajnok: 1972, 1973, 1974

 River Plate
- Argentin bajnokság
  - bajnok: 1975, 1977